# Leto Atreides
Il duca Leto Atreides I è un personaggio del romanzo di fantascienza Dune, padre del protagonista Paul Atreides. Jürgen Prochnow e Oscar Isaac lo hanno interpretato sul grande schermo rispettivamente nei due film (quello del 1984 e quello del 2021) che sono stati tratti dal romanzo, mentre William Hurt nella miniserie per la tv.
Il personaggio è stato ripreso da Kevin J. Anderson e da Brian Herbert nel loro ciclo di romanzi Il preludio a Dune, in cui ne narrano in dettaglio la giovinezza.

## Biografia del personaggio

### Il preludio a Dune
Leto Atreides nasce nel 10140 sul pianeta Caladan, figlio del duca Paulus Atreides e di Helena Richese Atreides. Sua madre è una nipote dell'imperatore Elrood IX.
Nel 10156, sedicenne, si reca sul pianeta Ix, secondo il volere del padre, per studiare lungo un anno presso la Casa Vernius, guidata dal famoso ed eroico conte Dominic, amico di Paulus e padre dei giovani Kailea e Rombhur.
Durante la sua permanenza sul pianeta, Leto assiste alla ribellione di suboidi, creature del Bene Tleilax, i quali seminano caos e disordine, favorendo l'invasione dei nauseabondi Tleilaxu, che conquistano Ix, ribattezzandolo Xuttuh. La Casa Verinus viene deposta e costretta a fuggire. Leto ritorna su Caladan con Kailea e Rombhur, ai quali il duca Paulus offre generosamente asilo politico.
Nello stesso anno il padre Paulus Atreides muore nell'arena delle corride, durante una sua esibizione contro un toro salusano drogato; Leto diviene ufficialmente il duca di Caladan. Ben presto il giovane duca scopre che la morte del padre è stata pilotata dalla madre, la duchessa Helena, che è a sua volta solo una pedina delle trame della Casa Harkonnen, rivale degli Atreides.
Negli anni, Leto Atreides prende le difese in seno al Landsraad dei suoi amici, gli eredi Vernius, attirandosi l'antipatia delle altre dinastie in quanto difensore di una casata rinnegata.
Nemico dichiarato del Bene Tleilax, Leto, mentre si reca a Kaitain per assistere all'incoronazione del nuovo imperatore, Shaddam IV, viene ritenuto responsabile dell'attacco a due navi tleilaxu, in realtà avvenuto per mano degli Harkonnen tramite una nave invisibile. Durante un Processo per decadenza, istituzione quasi mai invocata, il duca viene riconosciuto innocente per mancanza di prove, ma soprattutto a causa dell'intervento del principe ereditario Shaddam. In realtà il pretendente al trono ha scoperto che Leto è venuto a conoscenza del progetto segretissimo chiamato Amal, che ha luogo su Ix e gestito dai Corrino stessi, al fine di riprodurre la spezia di Arrakis, isolando lo stesso mondo delle sabbie.
Il duca Leto acquisisce nel tempo un grandissimo rispetto tra le grandi case feudali dell'Impero di Shaddam IV, in quanto svolge con successo la funzione di mediatore in difficili controversie tra le grandi case del Landsraad, come per esempio durante la crisi tra la Casa Moritani e la Casa Ecaz. Ciò gli attira tuttavia la gelosia del barone Vladimir Harkonnen, antico rivale del padre Paulus, e la paura del sovrano, Shaddam IV.
Leto ha un figlio da Kailea Vernius, Victor. Nonostante l'amore che prova per entrambi, non può né sposare Kailea, erede di una casa rinnegata, e nemmeno dichiarare il bambino come suo erede al ducato, per la stessa ragione. Accecata dall'ira, Kailea organizza un incidente aereo per uccidere Leto e proclamare Victor suo erede. Leto sopravvive all'incidente, mentre perde la vita il piccolo Victor. Dopo il suicidio di Kailea, il duca prende Jessica, una Bene Gesserit come sua concubina ufficiale, dalla quale ottiene un figlio, Paul Atreides. Sua figlia Alia viene concepita un mese prima della sua morte, la sua esistenza quindi non è mai stata nota a Leto.
Detto anche "Duca Rosso", Leto, su consiglio del padre Paulus e aiutato dal fedelissimo Thufir Hawat, passa per anni in rassegna le sue possibili mogli, analizzando le opportunità politiche derivanti dal matrimonio, senza però mai trovare l'adeguato contratto matrimoniale.

### Ciclo di Dune
Nel 10191 il duca Leto Atreides riceve dall'Imperatore il comando di trasferirsi sul pianeta Arrakis, prendendo il posto degli avversari Harkonnen nella raccolta della preziosissima spezia. Il mandato offertogli si rivela in realtà una trappola mortale: gli Harkonnen attaccano Arrakis senza preavviso con il supporto di truppe imperiali Sardaukar travestite. Lo stesso Leto rimane ucciso nel corso dell'invasione, dopo essere stato catturato dagli Harkonnen, nel disperato tentativo di assassinare il barone Vladimir Harkonnen.

Il figlio Paul Atreides, scampato con la madre lady Jessica, giura sull'anello del padre che lo vendicherà. Quando Leto muore, Lady Jessica è da un mese in attesa della secondogenita Alia la quale, a seguito della cerimonia sacra dell'Acqua della Vita a cui si era sottoposta Lady Jessica mentre la portava in grembo, si manifesta come prenata ovvero, nella terminologia Bene Gesserit, un'abominazione. La sua condizione di prenata consentirà ad Alia di aiutare il fratello nella vendetta conto il Barone Vladimir Harkonnen e l'Imperatore Shaddam IV.